# Erik Johnsen
Erik Johnsen (* 4. Juli 1965 in Oslo) ist ein ehemaliger norwegischer Skispringer.

## Werdegang
Sein erstes Springen im Skisprung-Weltcup bestritt Johnsen am 21. März 1987 auf seiner Heimatschanze in Oslo. Dabei konnte er mit Platz 15 bereits einen Weltcup-Punkt gewinnen. Nach einer durchwachsenen Vierschanzentournee 1987/88 stand Johnsen am 20. Januar 1988 im Schweizer St. Moritz erstmals mit einem 2. Platz auf dem Siegerpodest bei einem Weltcup-Springen.
Bei den Olympischen Winterspielen 1988, bei denen er mit 22 Jahren der jüngste Athlet im norwegischen Kader war, sprang Johnsen auf der Normalschanze auf den 41. Platz und gewann auf der Großschanze hinter Matti Nykänen die Silbermedaille. Im Teamspringen erreichte er gemeinsam mit Ole Christian Eidhammer, Jon Inge Kjørum und Ole Gunnar Fidjestøl die Bronzemedaille. Daraufhin wurde ihm in seinem Heimatland der Fearnleys olympiske ærespris zuteil.
Kurz nach dem Spielen gewann er in Vang die Goldmedaille auf der Großschanze bei den Norwegischen Meisterschaften. Bei seinem ersten Weltcup-Springen in Lahti konnte er bei beiden Springen mit Platz drei aufs Podium springen, bevor er eine Woche später am 18. März 1988 in Meldal sein erstes Weltcup-Springen gewann. Diesen Erfolg wiederholte er auch auf dem Holmenkollbakken in Oslo. Es waren die beiden einzigen Siege im Weltcup in seiner Karriere. Nach einem 12. Platz im Weltcup in Planica beendete er die Saison 1987/88 auf dem 7. Platz in der Weltcup-Gesamtwertung.
In der Weltcup-Saison 1988/89 konnte er nach einem 2. und einem 8. Platz in Thunder Bay keinerlei Erfolge mehr erzielen. Bei der Nordischen Skiweltmeisterschaft 1989 in Lahti erreichte er von der Normalschanze den 37. und von der Großschanze den 10. Platz. Bei den Norwegischen Meisterschaften 1989 in Steinkjer gewann er hinter Ole Gunnar Fidjestøl die Silbermedaille von der Großschanze.
Zur Weltcup-Saison 1989/90 trat Johnsen nicht mehr an. In der Saison 1990/91 bestritt er noch zwei Weltcup-Springen, blieb jedoch erfolg- und punktlos, so dass er nach dem Springen auf seiner Heimatschanze in Oslo seine aktive Skisprungkarriere beendete.

## Erfolge

### Weltcupsiege im Einzel
| Nr. | Datum         | Ort    | Typ         |
| --- | ------------- | ------ | ----------- |
| 1.  | 18. März 1988 | Meldal | Großschanze |
| 2.  | 20. März 1988 | Oslo   | Großschanze |

### Weltcup-Platzierungen
| Saison  | Platz | Punkte |
| ------- | ----- | ------ |
| 1986/87 | 85.   | 001    |
| 1987/88 | 07.   | 106    |
| 1988/89 | 25.   | 037    |